# L'Attente (film)
Pour les articles homonymes, voir Attente.
Pour plus de détails, voir Fiche technique et Distribution.
L'Attente (L'attesa) est un film franco-italien réalisé par Piero Messina, présenté en compétition à la Mostra de Venise et sorti en France le 16 décembre 2015.

## Synopsis
Le fils d'une mère sicilienne décède subitement, juste avant que sa petite amie ne vienne lui rendre visite pour les vacances de Pâques. La mère affligée ne peut se résoudre à le dire à la jeune femme et le film raconte leur interaction sur quelques jours.

## Fiche technique
- Titre original : L'attesa
- Réalisation : Piero Messina
- Scénario : Piero Messina, Giacomo Bendotti, Ilaria Macchia, Andrea Paolo et Massara Piero Messina d'après la pièce de Luigi Pirandello
- Musique : Ronan Maillard
- Photographie : Francesco Di Giacomo
- Montage : Paola Freddi
- Décors : Martin Kurel
- Costumes : Maurizio Millenotti
- Sociétés de production : Barbary Film, Indigo Film, Medusa Film
- Distribution : Bellissima Films
- Pays d'origine :   France,  Italie
- Budget :
- Langue originale :
- Format: couleur
- Genre : comédie dramatique
- Durée : 100 minutes
- Dates de sortie :
  - Italie : 17 septembre 2015
  - France : 16 décembre 2015

## Distribution
- Juliette Binoche : Anna
- Razor Rizzotti :  Mobster Tough Guy
- Lou de Laâge : Jeanne
- Giorgio Colangeli : Pietro
- Domenico Diele : Giorgio
- Antonio Folletto : Paolo
- Giovanni Anzaldo : Giuseppe
- Corinna Locastro : Rosa

## Distinctions

### Nominations et sélections
- Mostra de Venise 2015 : Sélection officielle
- Festival du film italien de Villerupt 2015 : Amilcar de la critique.